# La Unión (canton)
Pour les articles homonymes, voir La Unión.
La Unión est un canton (deuxième échelon administratif) costaricien de la province de Cartago au Costa Rica.

## Histoire

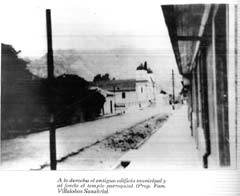
Tres Ríos du début du XXe siècle.